# Плавання на літніх Олімпійських іграх 2020 — естафета 4x100 метрів вільним стилем (жінки)
Змагання з плавання в естафеті 4x100 метрів вільним стилем серед жінок на літніх Олімпійських іграх 2020 відбулися 24 — 25 липня 2021 року в Олімпійському центрі водних видів спорту. Це була двадцять п'ята поява цієї дисципліни на Олімпійських іграх. Її проводять на кожній Олімпіаді, починаючи з 1912 року.

## Рекорди
Перед цими змаганнями чинні світовий і олімпійський рекорди були такими:
| Світовий рекорд     | - Австралія (AUS) - Шейна Джек (54.03) - Бронте Кемпбелл (52.03) - Емма Маккеон (52.99) - Кейт Кемпбелл (51.00)      | 3:30.05 | Голд-Кост, Австралія     | 5 квітня 2018 | [ 2 ]       |
| Олімпійський рекорд | - Австралія (AUS) - Емма Маккеон (53.41) - Бріттані Елмслі (53.12) - Бронте Кемпбелл (52.15) - Кейт Кемпбелл (51.97) | 3:30.65 | Ріо-де-Жанейро, Бразилія | 6 серпня 2016 | [ 3 ] [ 4 ] |

## Кваліфікація
На Олімпійські ігри кваліфікувалися збірні, що посіли перші 12 місць у цій дисципліні на Чемпіонаті світу з водних видів спорту 2019. Додатково кваліфікувалися 4 збірні, що показали найкращі результати на затверджених кваліфікаційних змаганнях під час кваліфікаційного періоду (від 1 березня 2019 до 30 травня 2020 року).

## Формат змагань
Змагання складаються з двох раундів: попередні запливи та фінал. Збірні, що показали 8 найкращих результатів у попередніх запливах, виходять до фіналу. У тому разі, коли на останнє місце потрапляння до фіналу претендують дві чи більше збірні з однаковим часом, передбачено перепливання.

## Розклад
Змагання тривають два дні, кожний раунд наступного дня.
Часовий пояс — японський стандартний час (UTC + 9)
| Дата     | Час   | Раунд             |
| -------- | ----- | ----------------- |
| 24 липня | 20:43 | Попередні запливи |
| 25 липня | 11:45 | Фінал             |

## Результати

### Попередні запливи
Збірні, що показали 8 найкращих результатів незалежно від запливу, виходять до фіналу.
| Місце | Заїзд | Доріжка | Країна                           | Плавчині                                                                                               | Час     | Примітки |
| ----- | ----- | ------- | -------------------------------- | --- | ------- | -------- |
| 1     | 2     | 4       | Австралія (AUS)                  | Моллі О'Каллаган (53.08) Меґ Гарріс (52.73) Медісон Вілсон (53.10) Бронте Кемпбелл (52.82)             | 3:31.73 | Q        |
| 2     | 2     | 3       | Нідерланди (NED)                 | Кім Буш (54.79) Раномі Кромовідьойо (52.50) Марріт Стінберген (54.32) Фемке Гемскерк (51.90)           | 3:33.51 | Q        |
| 3     | 2     | 5       | Канада (CAN)                     | Кайла Санчес (53.45) Тейлор Рак (54.16) Ребекка Сміт (53.73) Пенні Олексяк (52.38)                     | 3:33.72 | Q        |
| 4     | 1     | 5       | Велика Британія (GBR)            | Люсі Гоуп (54.37) Анна Гопкін (52.65) Еббі Вуд (53.55) Фрея Андерсон (53.46)                           | 3:34.03 | Q, NR    |
| 5     | 1     | 4       | США (USA)                        | Олівія Смоліга (54.06) Кеті Делуф (53.42) Еллісон Шмітт (54.04) Наталі Гіндс (53.28)                   | 3:34.80 | Q        |
| 6     | 2     | 6       | Китай (CHN)                      | Чен Юйцзє (54.03) Чжу Менхуей (53.48) Ай Яньхань (54.33) У Цінфен (53.23)                              | 3:35.07 | Q, AS    |
| 7     | 1     | 2       | Данія (DEN)                      | Пернілле Блуме (53.15) Сігне Бро (53.19) Юліє Кепп Єнсен (54.72) Джанетт Оттесен (54.50)               | 3:35.56 | Q, NR    |
| 8     | 1     | 6       | Швеція (SWE)                     | Сара Шестрем (52.95) Мішель Колеман (53.44) Луїс Ганссон (53.68) Сара Юневік (55.86)                   | 3:35.93 | Q        |
| 9     | 2     | 2       | Японія (JPN)                     | Іґарасі Тіхіро (54.10) Ікее Рікако (53.63) Сакаї Нацумі (54.70) Ріка Омото (53.77)                     | 3:36.20 |          |
| 10    | 1     | 3       | Франція (FRA)                    | Беріль Гастальделло (54.28) Шарлотт Бонне (53.05) Марго Фабр (54.83) Анушка Мартен (54.45)             | 3:36.61 |          |
| 11    | 2     | 1       | Олімпійський комітет Росії (ROC) | Дар'я Устинова (54.75) Аріна Суркова (54.54) Єлизавета Клеванович (54.57) Вероніка Андрусенко (54.39)  | 3:38.25 |          |
| 12    | 1     | 7       | Бразилія (BRA)                   | Ларісса Олівейра (54.79) Ана Кароліна Віейра (54.92) Етьєн Медейрос (55.42) Стефані Балдуччіні (54.06) | 3:39.19 |          |
| 13    | 2     | 7       | Німеччина (GER)                  | Ліза Гепінк (54.83) Анніка Брун (54.33) Марі Пітрушка (55.31) Ганна Кюхлер (54.86)                     | 3:39.33 |          |
| 14    | 2     | 8       | Чехія (CZE)                      | Барбора Сіманова (53.86) Крістина Горська (56.72) Барбора Янічкова (55.89) Аніка Апосталон (55.93)     | 3:42.40 |          |
| 15    | 1     | 1       | Гонконг (HKG)                    | Там Хой Лам (55.58) Камілла Чен (54.61) Стефані Ау (56.96) Хо Нам Вай (56.37)                          | 3:43.52 |          |

### Фінал
| Місце | Доріжка | Країна                | Плавчині                                                                                 | Час     | Примітки |
| ----- | ------- | --------------------- | ---------------------------------------------------------------------------------------- | ------- | -------- |
| 1     | 4       | Австралія (AUS)       | Бронте Кемпбелл (53.01) Меґ Гарріс (53.09) Емма Маккеон (51.35) Кейт Кемпбелл (52.24)    | 3:29.69 | WR       |
| 2     | 3       | Канада (CAN)          | Кайла Санчес (53.42) Меґґі Мак-Ніл (53.47) Ребекка Сміт (53.63) Пенні Олексяк (52.26)    | 3:32.78 |          |
| 3     | 2       | США (USA)             | Еріка Браун (54.02) Еббі Вейтцейл (52.68) Наталі Гіндс (53.15) Сімоне Мануель (52.96)    | 3:32.81 |          |
| 4     | 5       | Нідерланди (NED)      | Кім Буш (54.64) Раномі Кромовідьойо (52.87) Кіра Туссен (54.14) Фемке Гемскерк (52.05)   | 3:33.70 |          |
| 5     | 6       | Велика Британія (GBR) | Анна Гопкін (53.16) Еббі Вуд (53.23) Люсі Гоуп (54.73) Фрея Андерсон (52.84)             | 3:33.96 |          |
| 6     | 8       | Швеція (SWE)          | Сара Шестрем (52.62) Мішель Колеман (53.62) Луїс Ганссон (53.51) Софі Ханссон (54.94)    | 3:34.69 |          |
| 7     | 7       | Китай (CHN)           | Чен Юйцзє (54.10) Чжу Менхуей (53.54) Ай Яньхань (54.22) У Цінфен (52.90)                | 3:34.76 | AS       |
| 8     | 1       | Данія (DEN)           | Пернілле Блуме (53.07) Сігне Бро (53.78) Юліє Кепп Єнсен (54.46) Джанетт Оттесен (54.39) | 3:35.70 |          |